# Языковая способность
Языкова́я спосо́бность — специфический психофизиологический механизм, формирующийся у носителя языка на основе нейрофизиологических предпосылок и под влиянием опыта речевого общения.

## Уровни языковой способности
В рамках языковой способности выделяются уровни — подсистемы, возможно соответствующие уровням языковой системы: фонетическому, лексическому, морфологическому (включая словообразование), синтаксическому.

## Вопрос о врождённости языковой способности
В советской психолингвистике было распространено представление о языковой способности как «социальном по сути образовании, формирующимся в процессе развития деятельности общения». В американской традиции, однако, традиционно предполагалось, что языковая способность имеет биологическую природу и развивается в ходе онтогенеза человека. Так, в рамках трансформационной грамматики считается, что, хотя воздействие речевой среды является необходимым условием развития языковой способности, созревание последней генетически детерминированно и осуществляется во многом независимо от подкрепления. Поэтому генеративная грамматика говорит о врождённой языковой способности.
«Монополия» врождённой языковой способности в сфере формирования языковых структур оспаривается сторонниками функциональных лингвистических теорий:308.

### Аргументы в пользу врождённости
Самый ранний аргумент сторонников порождающей грамматики в пользу врождённости языковой способности — «аргумент от бедности стимула», состоящий в том, что сам по себе речевой опыт, доступный ребёнку, содержит неграмматичные предложения и вообще недостаточен для усвоения языка.
Предпринятое порождающей грамматикой исследование универсальных для языков мира ограничений на трансформации в синтаксисе, по мысли приверженцев данного направления, должно было выявить черты синтаксического компонента врождённой языковой способности:61, общей для всех людей.
В теории принципов и параметров предпринята попытка свести различия между языками мира к минимуму — к набору параметров, представляющих собой универсальные признаки с фиксированными наборами значений:555 (к примеру, параметр вершины может принимать два значения: «комплемент последовательно занимает препозицию по отношению к вершине», как в японском или турецком языке, и «комплемент последовательно занимает постпозицию по отношению к вершине», как в русском или английском:573—574); таким образом, каждый язык в своих особенностях может быть описан как набор значений параметров. Тогда следует считать, что в ходе усвоения языка ребёнок производит установку параметров:270, извлекая их значения из слышимой им речи на усваиваемом языке. Полный же набор возможных значений всякого параметра считается врождённым.